# Le forme della vita
Le forme della vita è un saggio scritto da Edoardo Boncinelli che dirige il laboratorio di Biologia molecolare al San Raffaele e svolge l'attività di docente universitario alla Vita-Salute di Milano.
Le parole chiave del saggio sono evoluzione, selezione, competizione, adattamento, DNA. Le domande fondamentali che si pone Boncinelli riguardano le modalità di sviluppo di organi come l'occhio; l'incertezza sull'epoca in cui gli antenati dell'uomo hanno assunto una postura eretta e su quella in cui si è diffuso il linguaggio. Boncinelli spiega le teorie di Darwin e si esprime in termini evoluzionistici.
Nel primo capitolo, Boncinelli spiega quali sono i fenomeni biologici che la teoria evoluzionistica cerca di spiegare e nel cui elenco possiamo annoverare l'adattamento, la varietà, la specializzazione, l'innovazione e l'estinzione.
Nel secondo capitolo vengono affrontati i meccanismi basilari per la conservazione e la modificazione delle istruzioni biologiche racchiuse nel patrimonio genetico di ogni persona. Quindi sono descritti il DNA, i geni, le proteine, gli amminoacidi, ma anche le mutazioni, gli alleli, le trascrizioni e così via.
Il terzo capitolo si occupa della teoria evoluzionistica e tra le tematiche presenti vi sono la diffusione e l'affermazione di nuovi alleli e i vari tipi di selezione, quali quello direzionale, stabilizzante o divergente, la competitività ed il neodarwinismo.
Nel quarto capitolo vengono approfondite alcune articolazioni del modello neodarwiniano, quali la diversificazione, la convergenza, l'adattamento, la discontinuità, l'innovazione, la progressione, l'omologia, la ricapitolazione.
Nel quinto capitolo, Boncinelli tocca l'argomento della preistoria biologica ed evolutiva.

## Edizioni
- Edoardo Boncinelli, Le forme della vita, Grandi Tascabili, Einaudi, 2000,  pp. 185, cap. VI.